# Le Puech
Le Puech település Franciaországban, Hérault megyében. Lakosainak száma 260 fő (2022. január 1.). Le Puech Le Bosc, Celles, Lavalette, Lodève, Octon és Olmet-et-Villecun községekkel határos.

## Népesség
A település népességének változása:
| Lakosok száma | 142  | 129  | 135  | 217  | 235  | 234  | 242  | 251  | 255  | 260  |
|               | 1968 | 1982 | 1990 | 2006 | 2013 | 2015 | 2017 | 2019 | 2020 | 2022 |